# Шаматава, Цабала Бадраевна
Цабала Бадраевна Шаматава (1929, село Окуми, ССР Абхазия) — колхозница колхоза имени Ленина Гальского района, Абхазская АССР, Грузинская ССР. Герой Социалистического Труда (1950).

## Биография
Родилась в 1929 году в крестьянской семье в селе Окуми ССР Абхазия. Трудовую деятельность начала в годы Великой Отечественной войны на чайной плантации колхоза имени Ленина Гальского района, председателем которого с 1930 года был Георгий Гуджаевич Джгубурия. Трудилась в чаеводческом звене Джоджо Гамисония бригады Чоколе Квачахия. Ежегодно показывала высокие трудовые результаты при сборе чайного листа. За выдающиеся трудовые достижения в чаеводстве по итогам работы 1948 года была награждена Орденом Ленина.
В 1949 году собрала 6331 килограмм сортового зелёного чайного листа на участке площадью 0,5 гектара. Указом Президиума Верховного Совета СССР от 19 июля 1950 года удостоена звания Героя Социалистического Труда за «получение высоких урожаев сортового зелёного чайного листа и цитрусовых плодов в 1949 году» с вручением ордена Ленина и золотой медали «Серп и Молот» (№ 5222).
После выхода на пенсию проживала в родном селе Окуми Гальского района.
Награды
- Герой Социалистического Труда
- Орден Ленина — дважды (29.08.1949; 1950)